# Лауро (Ређо ди Калабрија)
Лауро (итал. Lauro) је насеље у Италији у округу Ређо ди Калабрија, региону Калабрија.
Према процени из 2011. у насељу је живело 157 становника. Насеље се налази на надморској висини од 293 м.